# Иоанн Французский
Иоанн Французский, Иоанн Льежский, Жан Легранс (лат. Johannes Gallicus, Johannes Legiensis, фр. Jean Legrense) (ок. 1415, Намюр — 1473, Парма) — французский теоретик музыки, работавший в Италии.

## Очерк биографии и творчества
Биографические сведения об Иоанне Французском крайне скудны. Родился (по собственному свидетельству) во французском городе Намюре, где получил первоначальное музыкальное образование. Переехав в Италию, продолжил образование у Витторино да Фельтре в Мантуе. По утверждению английского учёного музыканта Джона Хотби (ок. 1430 – 1487), он вместе с Иоанном (на которого ссылается как на Иоанна Льежского, Johannes Legiensis) учился в Павийском университете. Учеником Иоанна Французского был крупный итальянский теоретик музыки Николо́ Бурци (ок. 1453 – 1528). Кроме того, известно, что в начале 1440-х годов Иоанн Французский вступил в картузианский орден.
Главный труд Иоанна — трактат «Обычай пения» (Ritus canendi) в двух частях, созданный между 1458 и 1464 гг. Первая его часть написана в традициях пифагорейской музыкальной науки (musica theorica). Здесь обсуждаются «музыкальные» и «немузыкальные» отношения чисел, деление монохорда, Полная система, (античные) роды мелоса — всё это с опорой на «Музыку» и «Арифметику» Боэция. Вторая часть «Ritus canendi» посвящена практике григорианской монодии (с обсуждением псалмовых тонов, церковных ладов, Гвидоновой сольмизации), а также практике многоголосной музыки (в оригинальных терминах Иоанна — fractio vocis или cantus figuratus, или cantus mensuratus). Раздел 11 содержит краткий очерк светского многоголосия — всю его совокупность Иоанн именует «дискантом» и утверждает, что он не подчиняется церковным «правилам» и «законам».
Небольшой труд Иоанна «Молчаливая и удивительная музыка чисел» (Tacita stupendaque numerorum musica; его авторство учёные XX века оспорили) интересен редкими для средневековой теории музыки ссылками на материал Аристида Квинтилиана (без прямого упоминания его имени).

## Труды
- Ritus canendi (Обычай пения). Современное издание: Johannes Gallicus. Ritus canendi, ed. by A. Seay. Colorado Springs, CO, 1981.
- Tacita stupendaque numerorum musica (1473). Издан Э. де Кусмакером в четвёртом томе антологии "Scriptorum" (CS IV, 409–21). Авторство оспаривается.
- Tractatus brevissimus de totis algorismi calculationibus. Издан Кусмакером в четвёртом томе антологии "Scriptorum" (CS IV, 396-409). Авторство оспаривается.